# Grigorij Konstantinovič Ordžonikidze
Grigorij Konstantinovič Ordžonikidze, detto Sergo, pseudonimo da rivoluzionario (in russo Григорий Константинович "Серго" Орджоникидзе?; in georgiano გრიგოლ "სერგო" კონსტანტინეს ძე ორჯონიკიძე?, Grigol "Sergo" Konstantines dze Orjonikidze; Goreša, 24 ottobre 1886 – Mosca, 18 febbraio 1937), è stato un politico e rivoluzionario sovietico di etnia georgiana.
Nato e cresciuto in Georgia, Ordzhonikidze aderì sin da giovane al bolscevismo, e si fece strada nei suoi ranghi raggiungendo posizioni molto importanti.  Arrestato e incarcerato numerose volte dall'Ochrana era in esilio in Siberia allo scoppio della Rivoluzione di febbraio nel 1917. Ritornato dall'esilio, Ordzhonikidze partecipò alla Rivoluzione d'ottobre che portò al potere i bolscevichi. Durante la successiva guerra civile russa ebbe un ruolo attivo, e guidò i Bolscevichi nel Caucaso, dirigendo l’invasione dell'Azerbaigian, dell'Armenia e della Georgia. Ordzhonikidze fu alla guida dell'unione di queste regioni nella Repubblica Socialista Federativa di Transcaucasia, che partecipò alla formazione dell'Unione Sovietica nel 1922.

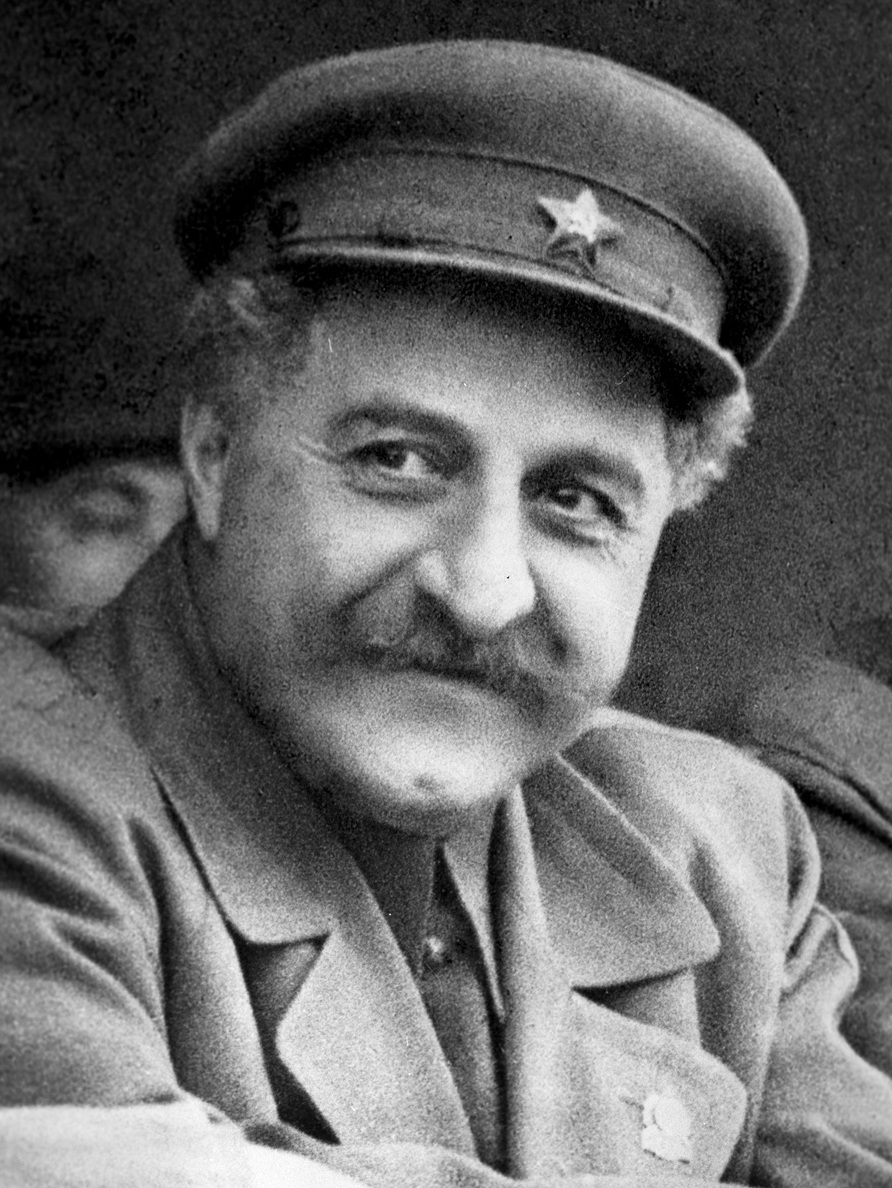
Ordzhonikidze in uniforme

Promosso alla guida dell'Ispettorato degli operai e contadini (Rabkrin), Ordzhonikidze si trasferì a Mosca ed entrò nella cerchia dei massimi dirigenti bolscevichi. Incaricato della supervisione della produzione economica sovietica, ristrutturò in modo radicale il Rabkrin e gli enti ad esso collegati, rilevando anche le inefficienze nella Vesencha, Consiglio superiore dell'economia nazionale. Nel 1930 Ordzhonikidze fu promosso alla guida della stessa Vesencha, che si trasformò nel Commissariato del Popolo per l'industria pesante (sigla: NKTP, in russo Наркомтяжпром?) nel 1932. In questo ruolo Ordzhonikidze ebbe la supervisione del Piano quinquennale per la sviluppo economico, e contribuì a creare il movimento stakhanovista dei lavoratori sovietici modello. Nel contempo entrò a far parte del Politburo, il vertice politico dell'Unione Sovietica. Fu alleato di Stalin nella lotta contro I suoi avversari politici Kamenev, Zinov'ev e Trockij.
Ordzhonikidze fu però riluttante ad aderire alle campagne contro i cosiddetti ‘sabotatori’ che iniziarono nei primi anni '30, il che portò a contrasti con Stalin, al quale era stato sino ad allora politicamente e personalmente molto legato.  Ritenendo molto importante avere nei posti di comando persone esperte nel proprio campo, Ordzhonikidze si rifiutò di epurare vecchi collaboratori e di dissociarsi da persone accusate (sovente su basi arbitrarie) di essere anti-bolscevichi. Il rapporto con Stalin continuò a deteriorarsi, fino a quando, alla vigilia di una riunione nel febbraio 1937 nella quale avrebbe dovuto denunciare i suoi collaboratori, Ordzhonikidze si uccise con un colpo di pistola nella sua casa. Successivamente gli furono pubblicamente resi grandi onori come grande dirigente bolscevico, e gli furono intitolate varie città.

## Giovinezza e attività politica

### Giovinezza

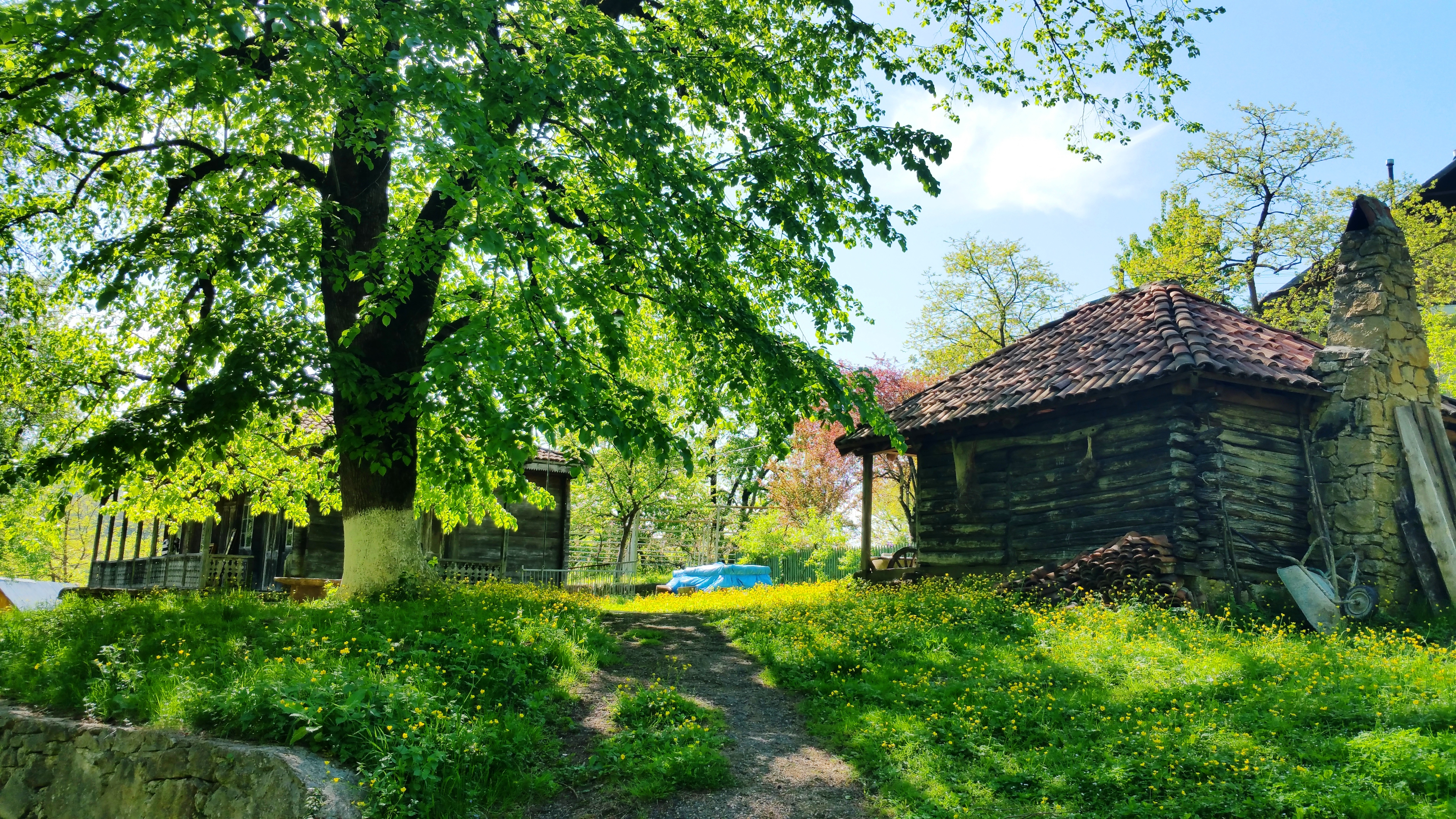
La casa natale di Ordzhonikidze a Ghoresha, Georgia.

Ordzhonikidze nacque nel 1886 a Ghoresha, un villaggio nel governatorato di Kutais dell'Impero russo (oggi nella regione dell'Imereti in Georgia). Battezzato Grigol come il nonno materno, era il secondo figlio di Konstantine Ordzhonikidze e Eupraxia Tavarashvili. Konstantine apparteneva alla famiglia Aznauri, della piccola nobiltà impoverita, mentre Eupraxia era una contadina. Sei settimane dopo la nascita di Grigol, la madre morì di malattia. Konstantine gestiva la fattoria familiare coltivando mais, ma non ne ricavava abbastanza per vivere e iniziò a lavorare a Ch'iatura, una zona mineraria, trasportando il manganese a Zestaponi, dove il minerale era raffinato.
Non potendo prendersi cura del figlio, Konstantine lo mandò a vivere con i suoi parenti David ed Eka Ordzhonikidze, che vivevano a Ghoresha. Più tardi si risposò con Despine Gamtsemlidze dalla quale ebbe altri tre figli: Ivan (1889), Yulia (1890), e Konstantine (1896). Ordzhonikidze crebbe con David ed Eka, ma visitava spesso il padre che abitava vicino. Konstantine morì quando Ordzhonikidze aveva 10 anni. completò la scuola e studiò da infermiere, professione che praticò per qualche tempo

### Bolscevismo
Ordzhonikidze aderì al Partito Operaio Socialdemocratico Russo (RSDLP) nel 1903 quando aveva 17 anni, e lavorò in una stamperia clandestina che distribuiva opuscoli politici. Nel 1905 gli furono assegnati compiti più pericolosi, e in dicembre fu arrestato per la prima volta per aver trasportato armi. Liberato su cauzione dopo alcuni mesi di prigione, fuggì in Germania per evitare il processo, ma presto ritornò per lavorare a Baku. Qui collaborò all'organizzazione del corteo del Primo Maggio e fu nuovamente arrestato.. In prigione, Ordzhonikidze divideva la cella con un compagno rivoluzionario georgiano, Iosif Vissarionovič Džugašvili, che più tardi avrebbe adottato lo pseudonimo di Iosif Stalin. I due divennero grandi amici, e passavano il tempo giocando a backgammon e discutendo di politica. dopo il suo quarto arresto nel novembre 1907 Ordzhonikidze fu esiliato in Siberia, da dove fuggì dopo pochi mesi ritornando a Baku. Fu allora inviato in Persia per collaborare con il movimento rivoluzionario in 1910. I Bolscevichi non riuscirono però ad ottenere un sufficiente consenso in Persia, e quindi Ordzhonikidze ritornò in Russia.
Nel 1911 Ordzhonikidze si recò a Parigi dove conobbe Vladimir Lenin. Seguì dei corsi alla scuola di partito di Longjumeau, fondata per addestrare i quadri bolscevichi, ma abbandonò dopo poco tempo per dissidi interni al partito. Fu rimandato in Russia per preparare la Conferenza di Praga, che si tenne nel gennaio 1912. A questo incontro i Bolscevichi, la corrente maggioritaria del RSDLP guidata da Lenin, confermarono la loro scissione dal partito. Ordzhonikidze fu eletto nel Comitato Centrale del PCUS, e rimandato in Russia per comunicare agli altri bolscevichi il risultato della Conferenza. Raggiunse anche Stalin, esiliato a Vologda, e i due ritornarono nel Caucaso e poi a San Pietroburgo, dove Ordzhonikidze fu arrestato di nuovo nell'aprile 1912.
Giudicato un rivoluzionario pericoloso, Ordzhonikidze fu confannato a tre anni di detenzione nella prigione di Schlüsselburg. Più tardi, nel 1915, fu condannato all'esilio perpetuo in Jakuzia nella Siberia Orientale. Qui nel settembre 1916, conobbe Zinaida, che diventerà sua moglie nel 1917; la coppia adotterà una bambina, Eteri (nata nel 1923). In esilio Ordzhonikidze passava il tempo soprattutto leggendo: i suoi autori preferiti erano i classici georgiani e autori come Jack London, Lord Byron e Fëdor Dostoevskij. Era anche molto interessato alle statistiche sull'economia russa, specialmente riguardo alla produzione agricola, ed alle opere di Karl Marx e Friedrich Engels.
Ordzhonikidze era ancora a Jakutsk quando gli arrivarono le notizie della Rivoluzione di febbraio. Partì immediatamente per Pietrogrado, dove arrivò alla fine di maggio. Una volta in città assunse un ruolo attivo nella rivoluzione: lo storico Oleg Chlevnjuk segnala che "entrò nel Comitato Bolscevico di Pietrogrado, fece molti comizi e svolse attività di partito nelle grandi fabbriche della città." Queste attività lo portarono a stretto contatto sia con Lenin che con Stalin. Dopo un breve viaggi in Georgia, ritornò a Pietrogrado in ottobre, e partecipò alla insurrezione che portò i bolscevichi al potere.

## Guerra civile russa

### Caucaso Settentrionale
Lo scoppio della Guerra civile russa nel 1917 porta alla nomina di Ordzhonikidze come Commissario bolscevico di Ucraina, Russia meridionale e Caucaso settentrionale. In questo ruolo partecipò alla battaglia di Caricyn e ai combattimenti sul fronte occidentale ucraino, ma fu attivo soprattutto nel Caucaso dove fu inviato nel luglio 1918 nella città di Vladikavkaz: in Agosto i cosacchi occuparono la città e Ordzhonikidze con altri bolscevichi si rifugiò nelle montagne. I tentativi di indurre i soldati cosacchi a disertare e ad unirsi ai bolscevichi fallirono, così Ordzhonikidze prese contatto con la popolazione cecena e Inguscia e riuscì ad ottenerne l’appoggio, convincendoli che il sistema dei Soviet era simile all’organizzazione sociale dei Ceceni. Questa iniziativa ebbe successo e portò alla riconquista di Vladikavkaz a metà Agosto.
Alla fine del 1918 Ordzhonikidze controllava tutti gli organi del partito nel Caucaso Settentrionale e nelle regioni limitrofe: "la Crimea, gli oblast di Don Host, Kuban, Terek, Dagestan, i governatorati di Stavropol e del Mar Nero, oltre alla Flotta del Mar Nero," come segnala lo storico Stephen Blank.. Si guadagnò la fama di leader brutale, ed ordinò l’arresto e l’esecuzione di numerosi oppositori legati ai Menscevichi, al Partito Socialista Rivoluzionario, o ad altri gruppi che contrastavano i Bolscevichi.
Per coordinare le azioni nella regione il Comitato 
Centrale di Pietrogrado istituì l'Ufficio del Caucaso (Kavbiuro) l'8 aprile 1920 con il compito di consolidare il controllo bolscevico non solo nel Nord (già sostanzialmente ottenuto) ma anche nel Caucaso meridionale, dove si erano formati gli stati indipendenti dell’Armenia, Azerbaigian, e la Georgia), oltre a dare assistenza ad altri movimenti rivoluzionari della zona. Ordzhonikidze fu nominato alla testa del Kavbiuro, con Sergej Kirov come vice-presidente. Gli fu inoltre data una posizione nel consiglio Militare rivoluzionario del Fronte Caucasico e fu nominato Presidente del Comitato rivoluzionario del Caucaso.

### Caucaso Meridionale

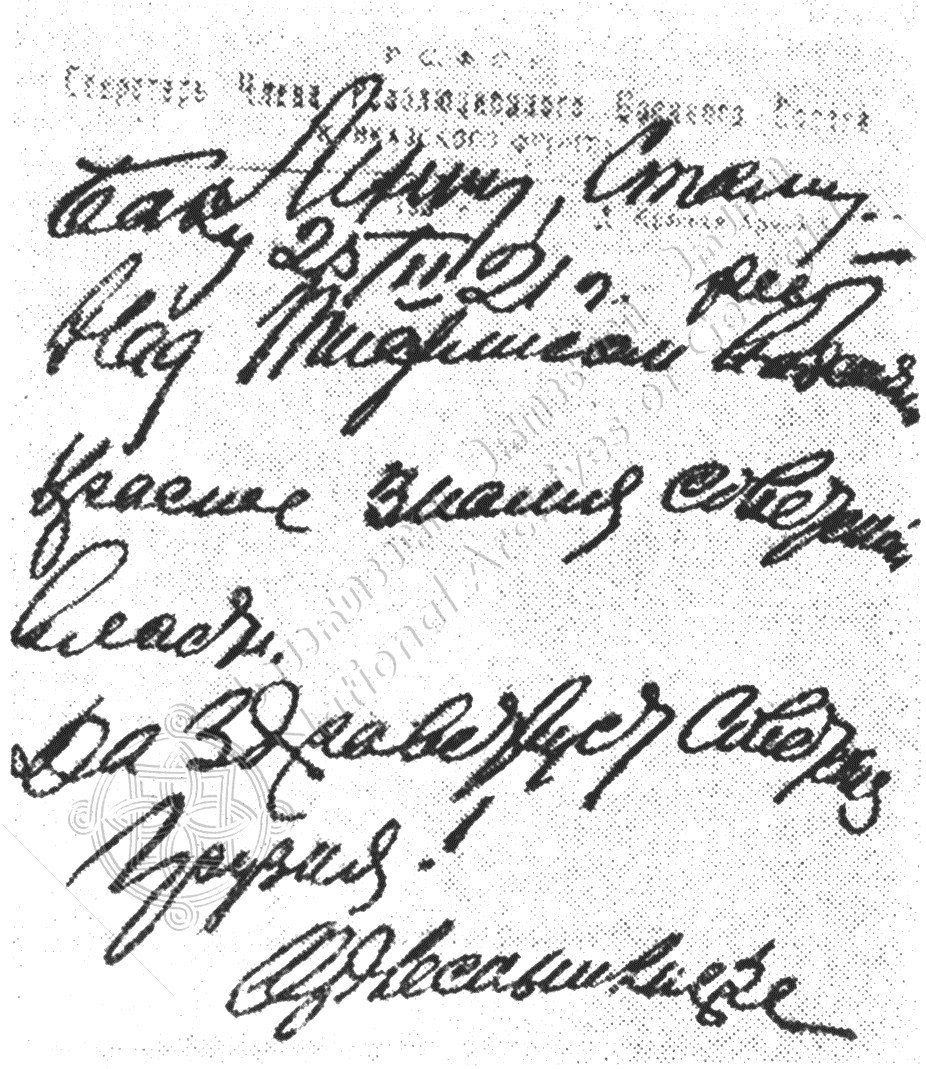
Telegramma di Orzhonikidze a Lenin e Stalin: "La bandiera rossa del potere sovietico sventola su Tiflis..." Questo segna il definitivo controllo dei bolscevichi sul Caucaso del sud.

Dopo la rivoluzione del 1917, il Caucaso meridionale si era separato dalla Russia, e a metà 1918 comprendeva tre stati indipendenti: Armenia, Azerbaigian e Georgia. 
L’attività dei bolscevichi nella zona era limitata, e solo la città di Baku era sotto il loro controllo. Con i suoi vasti giacimenti di petrolio nella regione di Baku, la regione era di vitale importanza per assicurare ai bolscevichi una fonte nazionale di petrolio. Dopo aver consolidato il controllo del Caucaso settentrionale, il 17 Marzo 1920 Lenin diede ordine a Ordzhonikidze di prepararsi per l'invasione dell'Azerbaigian.
Con il pretesto di una insurrezione locale dei bolscevichi, Ordzhonikidze lanciò l'undicesima armata all'invasione della regione il 27 aprile 1920; il grosso dell'esercito azero stava combattendo contro gli armeni nel Nagorno-Karabakh, e Baku fu occupata dai bolscevichi alle 11 di sera del medesimo giorno. La facilità dell’operazione entusiasmò Ordzhonikidze, che iniziò a progettare l'invasione di Armenia e Georgia, e diede il suo supporto a un colpo di Stato in Georgia il 2 maggio, che però fallì: solo il 27 novembre giunse l'autorizzazione di Lenin and Stalin a preparare l’undicesima armata per l'invasione dell’Armenia. Questa fu iniziata il giorno successivo, e l'Armenia, già sconfitta nei precedenti conflitti regionali, non fu in grado di opporre resistenza e si arrese il 2 dicembre.
Nel gruppo dirigente bolscevico vi furono serie discussioni sul modo migliore di affrontare la situazione della Georgia, unico stato rimasto fuori controllo. Ordzhonikidze intendeva ripetere lo schema precedente e ordinare un'invasione militare, ma il Comitato Centrale si oppose: in particolare Lenin era favorevole ad un approccio pacifico, considerata la notevole forza dei menscevichi in Georgia e la posizione debole dei bolscevichi. Ma nel febbraio 1921 Lenin si risolse a consentire a Ordzhonikidze di portarsi con l'undicesima armata in Georgia, nominalmente per aiutare una insurrezione dei bolscevichi locali. Preoccupato di accattivarsi il favore delle masse popolari georgiane, Lenin inviò un telegramma che suggeriva di adottare una politica di compromesso con i dirigenti menscevichi. L’invasione della Georgia da parte dell'Armata Rossa iniziò il 15 febbraio: i georgiani opposero una strenua resistenza ma non riuscirono a contenere i bolscevichi che occuparono Tiflis il 25 febbraio. Ordzhonikidze inviò a Lenin e Stalin un telegramma con la notizia, scrivendo "La bandiera proletaria sventola su Tiflis!" Come riconoscimento delle sue azioni nel Caucaso, Ordzhonikidze fu insignito nel 1921 dell’Ordine della Bandiera rossa, dell’Ordine della Bandiera Rossa della Repubblica Sovietica di Azerbaigian.

### Questione Georgiana
Dopo l'occupazione del Caucaso meridionale, Ordzhonikidze svolse un ruolo attivo nel rafforzare il controllo da parte dei bolscevichi, dedicando uno sforzo particolare alla Georgia. Nella sua qualità di capo del Kavburo, era nominalmente il leader dei bolscevichi, ma doveva collaborare con la leadership locale, divisa tra Filipp Makharadze e Budu Mdivani. Makharadze era molto considerato in Georgia grazie alla sua lunga militanza nell’organizzazione bolscevica e come teorico, mentre Mdviani sosteneva con forza il sentimento nazionale georgiano. Le due correnti arrivarono ben presto allo scontro.
Ordzhonikidze e Stalin, entrambi georgiani, erano molto preoccupati dal nazionalismo che ispirava i menscevichi locali, con i quali inizialmente collaboravano. Il nazionalismo georgiano era visto come una seria minaccia all'unità del nascente stato sovietico, pur nel sostegno di una politica di integrazione delle minoranze etniche (Korenizacija). Volevano quindi arrivare rapidamente ad un'unione della Georgia con la Repubblica Socialista Federativa Sovietica Russa, per eliminare le tendenze nazionaliste.  Lenin però non era favorevole ad un'azione immediata e violenta: la Georgia indipendente riscuoteva simpatie in Europa e, considerata la posizione relativamente debole della fazione bolscevica, temeva la possibilità di rivolte e di una nuova guerra civile.
Il comitato centrale si schierò in larga maggioranza con Ordzhonikidze e gli diede sostanzialmente mano libera. Il suo progetto era procedere ad unire i tre stati caucasici in una federazione, il che secondo lui avrebbe reso più semplice una successiva unione con la Russia. Decretò quindi l’unificazione delle ferrovie, delle poste e telegrafi e degli uffici per il commercio internazionale tra Armenia, Azerbaigian e Georgia nell’Aprile 1921. Ulteriori provvedimenti imposti dal partito, in particolare la rimozione delle barriere doganali, furono motivo di risentimento da parte dei bolscevichi georgiani.
La tensione rimase alta fino a novembre 1922, quando -venuto meno il sostegno di Lenin, la cui salute iniziava a peggiorare sensibilmente- la corrente georgiana fu emarginata e si giunse alla proclamazione della Repubblica Socialista Federativa Sovietica Transcaucasica, della quale Ordzhonikidze fu nominato Primo Segretario, carica che mantenne fino al 1926.

## Il Rabkrin e la Commissione di Controllo
Nel 1926 Ordzhonikidze fu nominato capo della Commissione centrale di controllo del Partito bolscevico e dell'Ispettorato degli Operai e del Contadini, noto con il suo acronimo russo, Rabkrin. Benché inizialmente restio ad accettare la posizione che implicava il trasferimento a Mosca, alla fine accettò sotto la forte pressione di Stalin, che gli impose di scegliere tra accettare la nomina o diventare Primo Segretario del Caucaso del Nord, una vera e propria degradazione. Chlevnjuk ipotizza che la riluttanza a presiedere il Rabkrin derivasse dal timore di essere implicato nelle lotte di vertice nel Partito. Prese dunque il posto di Valerian Kujbyšev, che andò a presiedere il Consiglio superiore dell'economia nazionale, noto come Vesencha, dalla pronuncia delle iniziali VSNCh.(in russo ВСНХ?) (in russo Высший Совет Народного Хозяйства?, Vysšij Sovet Narodnogo Chozjajstva) Ordzhonikidze fu anche nominato membro candidato del Politburo, il comitato esecutivo del Partito Comunista, benché tecnicamente la sua posizione alla testa della Commissione Centrale di Controllo rendesse impossibile questa nomina.
Lo scopo del Rabkrin era garantire il buon funzionamento dell'economia pianificata sovietica, sovrintendendo progettazione e realizzazione, pianificazione finanziaria e politiche amministrative. Sotto Kujbyšev il Rabkrin era diventato inefficiente, sia per la eccessiva burocratizzazione, sia per l'oggettiva difficilissima situazione dell'URSS nel 1926. Benché inesperto del settore, Ordzhonikidze sviluppò idee precise sul miglior modo di utilizzare il Rabkrin, e mise al centro dell’attenzione l'industria. In un discorso ai funzionari poco dopo la sua nomina, dichiarò che i loro doveri erano due: combattere la burocratizzazione dell’apparato economico statale e "rivedere tutto il complesso del sistema statale."
Tra il 1927 e il 1930 il Rabkrin svolse centinaia di inchieste sulle attività economiche sovietiche. La storica Sheila Fitzpatrick sottolinea che in questo periodo vennero analizzate "l'industria petrolifera, quella chimica (due volte), il settore dei metalli preziosi, gli investimenti in impianti industriali, la manutenzione e adeguamento degli impianti, la pianificazione della produzione, la gestione dei materiali importati, l'uso di esperti stranieri, i reparti di progettazione dell'industria metallurgica, carbonifera, e i maggiori complessi vontrollati dalla Vesencha, oltre a progettare una radicale riforma dell’amministrazione delle industrie." I report venivano presentati ai massimi livelli, compresi Politburo e Comitato Centrale. Ordzhonikidze diventò anche il punto di riferimento dei manager delle fabbriche che gli sottoponevano richieste e lamentele, sperando in un aiuto da parte del Rabkrin. Va sottolineato che l’attenzione all'industrializzazione era perfettamente in linea con i progetti di Stalin in questo periodo.
Ordzhonikidze rivitalizzò il Rabkrin, "trasformando un'istituzione moribonda in un potente strumento politico, amministrativo e di programmazione," come scrive lo storico David R. Shearer. Alla fine degli anni '20 era diventato il centro della politica economica sovietica, sottraendo questo ruolo alla Vesencha. Questo risultò evidente durante il Primo piano quinquennale iniziato nel 1929: mentre la Vesencha era responsabile dell’ottenimento degli obiettivi molto ambiziosi del piano, il Rabkrin controllava tutto, per garantire che "la produzione industriale fosse massimizzata con il minimo investimento" per citare Fitzpatrick. Questo generava tensioni tra i due enti, dato che la Vesencha lamentava di non poter lavorare con queste continue interferenze, che crebbero ancora quando il Rabkrin aprì inchieste sui supposti Sabotatori e Controrivoluzionari. Lo scontro raggiunse l’acme al  
16º Congresso del PCUS nel giugno 1930, quando Ordzhonikidze criticò nel suo discorso i fallimenti di Kujbyšev e della Vesencha nella politica industriale.

## Vesencha

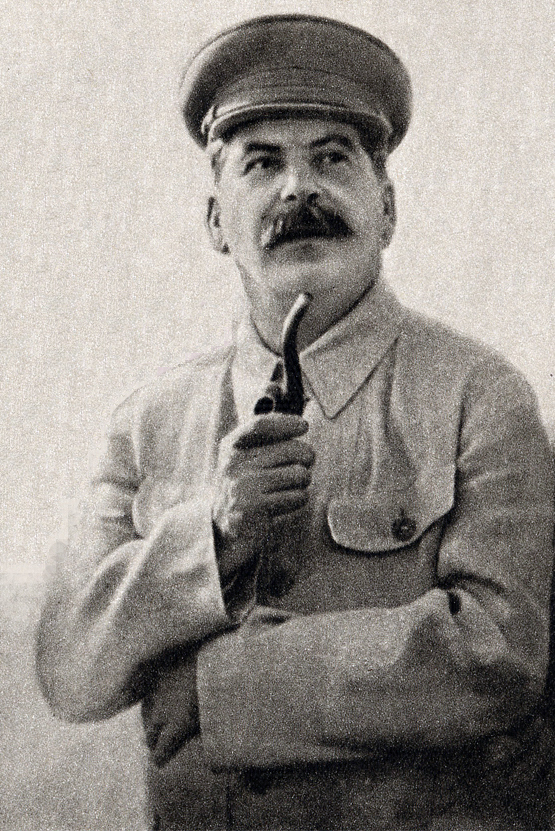
Stalin restò amico personale di Ordzhonikidze finché quest'ultimo rifiutò di epurare i “sabotatori” nel suo Commissariato.

Probabilmente a seguito delle sue critiche a Kujbyšev, Ordzhonikidze fu messo a capo della Vesencha il 13 novembre 1930, mentre Kujbyšev veniva spostato al comitato del Gosplan . Poco dopo questa nomina entrò anche al Politburo come membro a pieno titolo. Come segnala Fitzpatrick, il mandato di Ordzhonikidze era "purgare e aumentare la qualità dei quadri industriali." Secondo Khlevniuk, la nomina indicava la volontà di Stalin di consolidare il controllo su un’area sinora trascurata da Kujbyšev, mettendo un fedele alleato a capo del dipartimento. Al Rabkrin, Ordzhonikidze fu sostituito da Andrej Andreev; con il controllo ormai completo di Stalin sul sistema di governo, Rabkrin aveva perso d’importanza ed esso fu alla fine subordinato al Comitato Centrale.
Ordzhonikidze non era un esperto delle tematiche di Vesencha, ma iniziò rapidamente ad orizzontarsi. Come nota Chlevnjuk, era "di cultura limitata, ma rimediava con la sua energia, assertività e spavalderia." Portò con sé molti funzionari del Rabkrin che aveva imparato a stimare: nel 1931 la metà dei capisettore nella Vesencha provenivano dal Rabkrin o dalla Commissione di Controllo. Quando fu incaricato di individuare i  "sabotatori" nella Vesencha, Ordzhonikidze prese inizialmente una posizione dura e promosse l’epurazione dell’organizzazione. Dopo pochi mesi la sua posizione si ammorbidì e iniziò a difendere le sue strutture; Fitzpatrick ipotizza che «iniziò a rendersi conto con preoccupazione della scarsità di personale esperto nel settore e della demoralizzazione dei tecnici e dirigenti minacciati dagli arresti».
Fu in questo periodo che i rapporti tra Ordzhonikidze e Stalin, sino ad allora strettissimi, cominciarono a cambiare; l'opinione favorevole di Ordzhonikidze sui suoi collaboratori non era in linea con ciò che Stalin voleva vedere. Davanti alle richieste di Stalin di espellere i funzionari più esperti, Ordzhonikidze ribadì la propria fiducia nella loro esperienza tecnica, e tendeva a minimizzare il loro passato politico e a sostenerli. In un periodo in cui si formavano e promuovevano tecnici giovani e politicamente ortodossi, Ordzhonikidze riteneva che essi non fossero pronti per assumere posizioni di responsabilità, e tendeva a favorire i quadri esistenti.

## Industria pesante

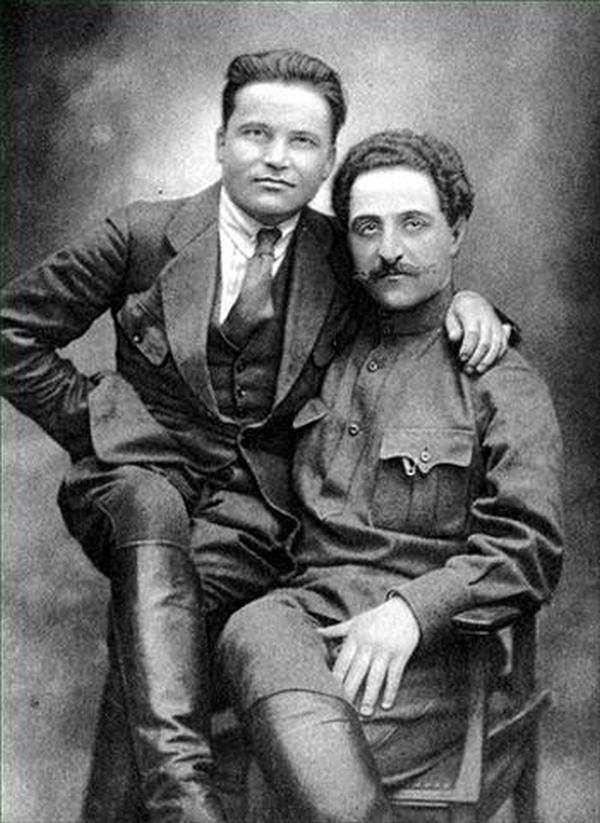
Ordzhonikidze (a destra) con Kirov (1920)

Nel 1932 la Vesencha fu riorganizzata come Commissariato del Popolo (Ministero) per l’industria pesante, noto anche con l'acronimo NKTP; Ordzhonikidze restò a capo del nuovo ministero, e svolse un ruolo importante nell’economia sovietica, compresa la supervisione della produzione di armamenti: le richieste del NKTP avevano la priorità su quelle di quasi tutti gli altri commissariati. Questo risultò ancora più chiaro con il lancio del secondo Piano quinquennale, nel quale Ordzhonikidze ebbe un ruolo decisivo nella pianificazione. Sostenne dure discussioni con Stalin per fissare obiettivi realistici, accordandosi alla fine su un tasso annuo di crescita del 13–14%. In queste discussioni fu sostenuto e aiutato dalla capacità tecnica del suo vice, Georgij Pjatakov.
Durante una visita a Beria a Tbilisi il 7 novembre 1934, Ordzhonikidze cominciò a lamentare forti dolori di stomaco ed emorragie interne. Quattro giorni dopo subì un infarto, aggravato da una intossicazione alimentare. I medici imposero a Ordzhonikidze di rimanere in Georgia: questo gli impedì di raggiungere Leningrado per i funerali di Kirov, assassinato il 1º dicembre. Questo colpì profondamente Ordzhonikidze, che era stato intimo amico di Kirov.: in compenso, fu proprio lui a deporre l'urna con le ceneri di Kirov nella Necropoli del Cremlino, dove erano sepolti altri eminenti bolscevichi.
Le preoccupazioni di Ordzhonikidze per la bassa produttività nel NKTP e nell'economia sovietica in generale portò al lancio del movimento stachanovista nel 1935. Inquieto soprattutto per la produttività in due settori chiave come la metallurgia e l'industria carbonifera, che presentavano risultati insoddisfacenti nonostante gli sforzi per aumentare la produzione, assunse numerose iniziative per migliorarne le prestazioni. Particolare attenzione fu concentrata sulle miniere del Donbass.

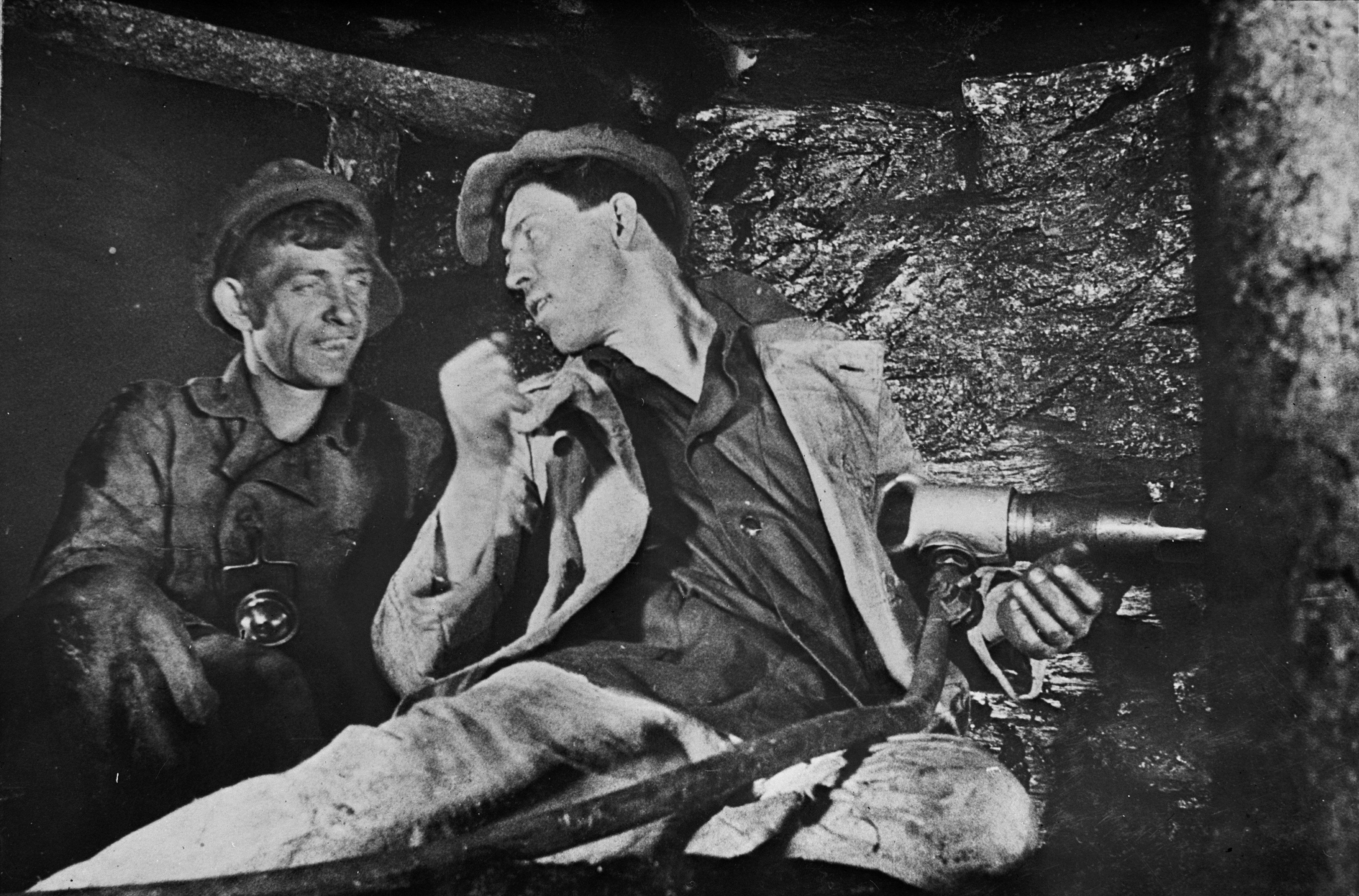
Aleksej Stachanov (a destra)

Proprio in quest'area, dove si faticava a raggiungere gli obiettivi di aumento della produzione di carbone, nell'agosto 1935 la direzione della miniera di Irmino, che stava producendo meno della quota assegnata, decise di fare in modo che un minatore superasse i suoi obiettivi personali, per essere di esempio a tutti i lavoratori. Per garantire il successo dell'iniziativa, il minatore avrebbe avuto in segreto l'aiuto di altri colleghi, mentre in apparenza avrebbe lavorato da solo. Per il ruolo fu scelto Aleksej Stachanov che nella notte del 30–31 Agosto estrasse - secondo i rapporti - 102 tonnellate di carbone, 14 volte la sua quota (in realtà, nonostante l’aiuto di due colleghi, il risultato reale fu di 5 volte la quota).
Il risultato di Stachanov, un record in Unione Sovietica, fu pubblicato in un trafiletto sulla Pravda, giornale ufficiale del Partito, il 2 settembre. Fu così che Ordzhonikidze venne a conoscenza del fatto, e decise subito di fare di Stachanov un simbolo di un nuovo programma di propaganda. Il 6 settembre la Pravda riprese la notizia in prima pagina, aggiungendo altri nuovi record ottenuti nel frattempo da altri lavoratori. Ordzhonikidze lodò il lavoro di Stachanov, e incoraggiò tutti i lavoratori, e non solo i minatori, a seguire il suo esempio e a superare le proprie quote di produzione.
Il movimento stachanovista, benché portasse inizialmente ad un aumento della produzione e suscitasse un sincero entusiasmo a livello di molti funzionari e lavoratori, non ebbe in realtà i risultati sperati: le quote e i risultati vennero spesso falsificati, e l'aumento dei ritmi di produzione causarono un sensibile incremento di incidenti e infortuni sui luoghi di lavoro. In effetti la produzione carbonifera nel Donbass addirittura diminuì nel 1936, portando all'ammissione ufficiale, in un articolo sulla Pravda del 7 giugno 1936, che il movimento stachanovista non aveva funzionato. Nonostante questo insuccesso, Ordzhonikidze fu comunque premiato per i suoi sforzi al NKPT con l'Ordine di Lenin e l'Ordine della Bandiera Rossa del Lavoro.

## Le purghe e la caduta
Come capo della Vesencha e poi del NKTP, Ordzhonikidze aveva a lungo resistito ai tentativi di rimuovere i supposti "sabotatori” dalle posizioni di vertice. e a lungo aveva cercato di proteggere i suoi dipendenti. Questa posizione divenne sempre più difficile durante gli anni '30, quando diversi suoi stretti collaboratori vennero estromessi dai loro posti e accusati di avere contestato l'autorità di Stalin, il che portò a serie frizioni tra quest'ultimo e Ordzhonikidze. Questi protestò contro le ingerenze della polizia nell’attività delle fabbriche, e riuscì ad ottenere dal Politburo il divieto per gli investigatori di indagare sulle fabbriche e addirittura di entrarvi, una norma che più tardi Stalin si pentì di avere approvato.

### Lominadze e Pjatakov

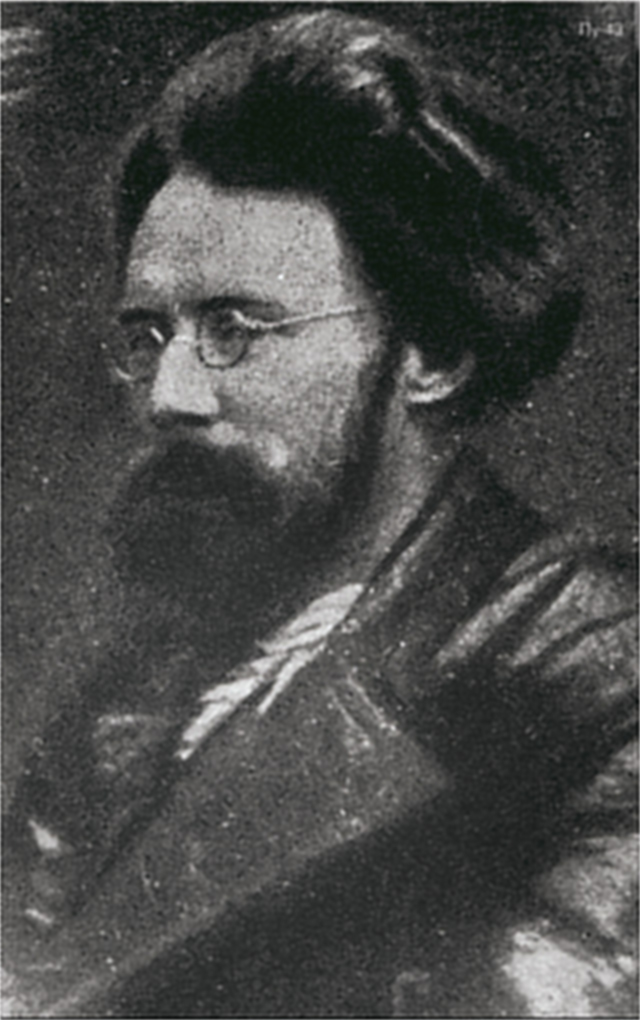
Georgij Pjatakov, fu il vice di Ordzhonikidze al Commissariato del Popolo per l'industria pesante (NKTP) fino al suo arresto nel 1936.

Nei primi tempi di Ordzhonikidze al NKTP si verificò la caduta di Vissarion Lominadze, georgiano e alleato di Ordzhonikidze. Lominadze era stato precedentemente espulso dal Partito per il suo ruolo nell'affare Syrtsov-Lominadze, quando era stato accusato, insieme a Sergey Syrtsov, di “frazionismo” nel 1930. Dopo essere tornato in Georgia, Lominadze fu riportato in auge da Ordzhonikidze, che lo aiutò a diventare segretario del Partito a Magnitogorsk. Un’ondata di arresti di “sabotatori” nel gennaio 1935 fece capire a Lominadze che presto sarebbe stato colpito anche lui, e per evitarlo si suicidò il 18 gennaio. All’inizio la cosa non ebbe conseguenze, ma nel dicembre 1936 Stalin accusò Ordzhonikidze di avere avuto una corrispondenza segreta con Lominadze prima del suicidio e di non averne riferito al Politburo. Stalin fu anche irritato dal fatto che Ordzhonikidze avesse assegnato una pensione alla vedova e al figlio (che era stato chiamato Sergo in suo onore).
Anche Georgij Pjatakov, vice di Ordzhonikidze al NKTP, si trovò in difficoltà. Nel 1921 Ordzhonikidze e Pjatakov erano stati avversari politici, ma poi avevano risolto i loro contrasti e stabilito una forte relazione professionale. Pyatakov aveva seguito Ordzhonikidze alla Vesencha nel 1930 e rimase come suo vice quando questa si trasformò in NKTP. Come annota Chlevnjuk, Ordzhonikidze stimava Pjatakov per la sua "intelligenza e capacità professionale”,  e "capiva bene... che il suo stesso successo come commissario all’industria pesante doveva molto al suo vicecommissario."
Pyatakov però aveva collaborato a suo tempo con Lev Trockij, il principale rivale di Stalin negli anni '20, e benché fosse stato riabilitato la NKVD, stava raccogliendo nel 1936 materiale contro di lui. Pjatakov fu arrestato il 12 settembre 1936 e accusato di aver preso parte a una cospirazione per rovesciare il regime sovietico. rilasciò una confessione forzata dei suoi crimini, e benché Ordzhonikidze non abbia mai fatto dichiarazioni in merito è verosimile che sulla base della loro lunga amicizia egli avesse solidi motivi di dubitare dell’autenticità della confessione. Pjatakov fu giustiziato nel gennaio 1937.

### Papulia
Il fratello maggiore di Ordzhonikidze, Papulia (russificato in Pavel), era stato un rivoluzionario attivo e un bolscevico. Ordzhonikidze si adoperò per trovargli un posto nelle Ferrovie Transcaucasiche. Papulia fu spesso criticato per il suo lavoro, e nel 1932 queste critiche divennero di pubblico dominio, costringendolo a trovare un'altra occupazione. Nel novembre 1936 Papulia fu arrestato con accuse generiche; Ordzhonikidze fu informato dell’arresto durante una festa per i suoi 50 anni, e si infuriò tanto da rifiutarsi di presenziare alle celebrazioni.
Si rivolse a Lavrentij Beria, segretario del Partito nel Caucaso, e gli chiese aiuto per liberare Papulia. Beria era stato un protetto di Ordzhonikidze, e i due avevano lavorato insieme per anni: Ordzhonikidze averva protetto Beria dagli attacchi di altri bolscevichi, e in cambio Beria lo teneva informato sugli eventi nel Caucaso. Beria aveva addirittura chiamato suo figlio "Sergo" in onore di Ordzhonikidze. I loro rapporti erano però cambiati negli anni '30, da quando Beria era stato nominato Primo Segretario nella Transcaucasia: infastidito per essere trattato da Ordzhonikidze come un suo subordinato, voleva trattare con lui su una base di parità.
Beria promise di informarsi sull'arresto di Papulia, anche se – data la sua posizione – era assai improbabile che l'arresto fosse stato effettuato senza il suo consenso. Si rivolse a Stalin chiedendogli un aiuto che fu negato, danneggiando ancor più il loro rapporto. L'arresto del fratello ebbe un effetto tremendo sulla salute, già malferma, di Ordzhonikidze, che ebbe un infarto.

## Morte

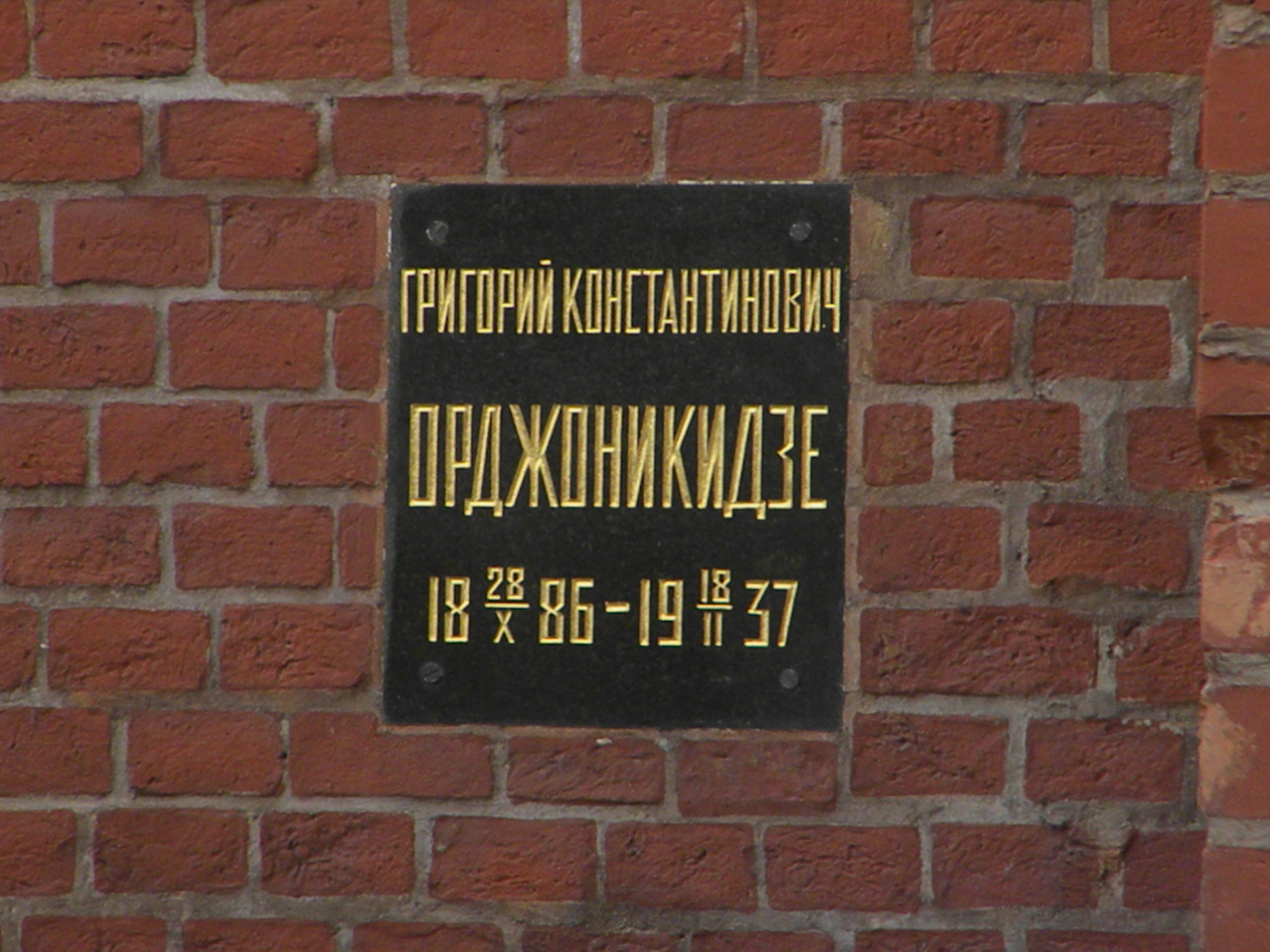
Targa che indica la sepoltura di Ordzhonikidze nelle Mura del Cremlino

Negli ultimi mesi del 1936 e per tutto il 1937 la campagna contro i “sabotatori” proseguì. In questo periodo,  Ordzhonikidze non riuscì più a proteggere i suoi collaboratori al NKTP, che fu invece pesantemente colpito. Ci si attendeva anzi che pronunciasse un discorso di denuncia dei sabotatori all’interno del NKTP al Plenum del Comitato Centrale previsto per il 20 febbraio 1937.
Il 17 febbraio, Ordzhonikidze ebbe una conversazione telefonica con Stalin; si recò poi al Cremlino per incontrare Molotov e partecipare a una riunione del Politburo. All’incontro ribadì di essere convinto che le accuse di sabotaggio al suo Commissariato fossero esagerate; Stalin gli ordinò di lasciare la riunione, ma questo non fu considerato particolarmente inconsueto. Ordzhonikidze incontrò poi Lazar Kaganovič e Aleksandr Poskrebyšev, e rientrò a casa alle 19, per recarsi poi al ministero alle 21.30. Dopo aver incontrato un collaboratore, rincasò alle 00.20. Come sottolinea Chlevnjuk,  "Tutti gli eventi fino a questo punto indicano che Ordzhonikidze lavorò secondo la routine consueta, e niente faceva presagire un finale tragico."
I particolari sulle ultime ore della vita di Ordzhonikidze non sono chiari. Quel che è certo è che rientrando a casa si rese conto che la NKVD aveva perquisito l'appartamento, e che telefonò a Stalin per protestare. I due ebbero uno scontro violento, alternando il russo e il georgiano, e Stalin spiegò che la NKVD era autorizzata a perquisire qualunque casa, inclusa la sua. Ordzhonikidze fu invitato a incontrare Stalin, e così fece per circa 90 minuti. Il giorno dopo, 18 febbraio, Ordzhonikidze restò a letto tutto il giorno. La sera, Zinaida udì un colpo di pistola e trovò Ordzhonikidze morto: in apparenza si era suicidato.
Stalin e altri dirigenti arrivarono subito, e fu deciso di annunciare che la morte era dovuta a un attacco cardiaco. Nel comunicato ufficiale, rilasciato il giorno seguente, si ricordavano i gravi problemi di salute di Ordzhonikidze, concludendo così "La mattina del 18, Ordzhonikidze non ha fatto alcun cenno a problemi di salute, ma alle 17.30, durante un riposo pomeridiano, si è sentito male ed è morto in pochi minuti per arresto cardiaco." La notizia della morte colpì molto il pubblico. Visto come uno dei motori dell’industrializzazione dell’Unione Sovietica, era universalmente stimato e apprezzato. Il corpo fu esposto nella Palazzo dei sindacati il 19 febbraio, e più di 250.000 persone gli resero omaggio. I funerali si tennero il 20, e il corpo fu poi cremato e posto nel cimitero nelle mura del Cremlino.

### Causa della morte
Fin da subito, la causa della morte fu controversa. I menscevichi in esilio diffusero l'idea che Stalin ne fosse responsabile, come mandante di un assassinio o per aver costretto Ordzhonikidze al suicidio. Gli arresti recenti di funzionari del NKTP diedero forza a questa supposizione, facendo presumere che Ordzhonikidze avrebbe potuto essere arrestato a breve. Anche alcuni vecchi Bolscevichi insistettero sull’assassinio, benché le circostanze riferite dalla moglie e da altri lo rendessero poco plausibile. Chlevnjuk suggerisce che lo stress derivante dallo scontro con Stalin sulla questione dei sabotatori possa aver avuto conseguenze sull’equilibrio di Ordzhonikidze, la cui salute era già molto indebolita. L’ipotesi del suicidio era rafforzata dal fatto che diversi altri dirigenti bolscevichi si fossero tolti la vita in quel periodo. La discussione ebbe poco spazio in URSS finché Nikita Khrushchev, nel suo "Rapporto segreto" del 1956 suggerì che Ordzhonikidze si fosse suicidato per lo stress derivante dalle persecuzioni di Stalin.

### Eventi successivi

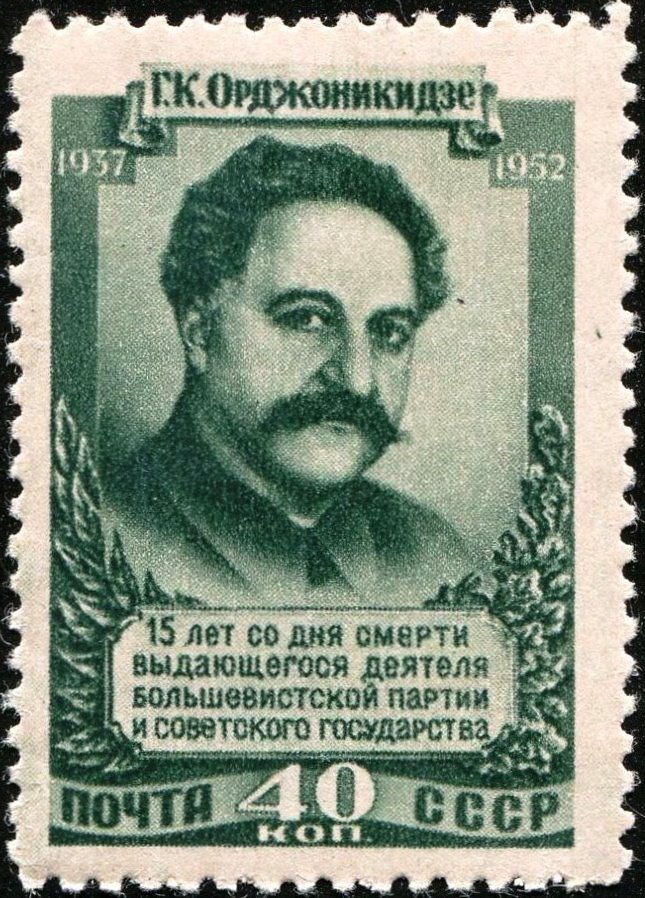
Ordzhonikidze su un francobollo dell'URSS del 1952

La famiglia di Ordzhonikidze fu presa di mira dopo la sua morte: il fratello Papulia fu torturato e infine fucilato nel novembre 1937, e sua moglie Nina fu arrestata e condannata a dieci anni nel marzo 1938, e poi condannata a morte il 14 giugno. L’altro fratello, Konstantine, fu arrestato e inviato in un Gulag e in seguito giustiziato con il nipote Gvakharia. La moglie di Sergo, Zinaida, fu condannata a dieci anni di campo di lavoro. Zinaida fu rilasciata nel 1956 e trascorse in pace gli ultimi anni di vita. Pubblicò una biografia di Ordzhonikidze e morì nel 1960.

## Memoria
Diverse città dell'URSS furono intitolate a Ordzhonikidze; la più importante era Vladikavkaz, capitale dell'Ossezia del Nord, che divenne Ordzhonikidze nel 1931). Alla sua memoria era dedicata un'omonima città ucraina, dal 2016 rinominata Pokrov, nell'oblast' di Dnipropetrovs'k. Negli anni '30 numerose fabbriche e impianti chiesero di essergli intitolate, il che, secondo Fitzpatrick, era motivo di irritazione per Stalin. Dopo la sua morte il processo si invertì, e nel 1942 quasi tutte le città avevano nuovamente cambiato nome. L'unica eccezione fu Vladikavkaz: si chiamò Dzaudzhikau, la variante osseta del suo nome, dal 1944 al 1954, per ridiventare poi Ordzhonikidze fino al 1990, quando è ritornata al suo nome originale.